# 미래한국당
미래한국당(未來韓國黨)은 미래통합당의 비례대표 위성정당이다. 2020년 2월 5일에 자유한국당의 위성정당 형식으로 창당했으며, 2020년 5월 29일에 미래통합당과 합당하였다.

## 역사
이 당은 자유한국당 측에서 준연동형 비례대표제로 인한 제약에서 벗어나기 위해 일부 인원을 분할하여 별도의 당으로 창당한 것이다. 2019년 심재철 자유한국당 원내대표가 준연동형 비례대표제 도입 시 비례한국당을 만들어야 한다고 발언하였고, 공식적으로 창당 준비에 돌입하였다. 그러나 이미 비례한국당(나중에 자유통일당으로 이름을 바꿈)이라는 다른 창당준비위원회가 등록되어 있었기 때문에 비례자유한국당으로 창당준비위원회를 등록했지만, 2020년 1월 13일에 중앙선거관리위원회가 "특정 정당의 이름에 '비례'라는 이름을 사용하면 유권자들이 기존에 등록된 정당과 혼동할 수 있기 때문에 사용할 수 없다."는 유권해석을 내렸다. 따라서 당명을 미래한국당으로 변경하였다. 미래한국당 창당준비위원회는 새 당명이 "유구한 역사와 전통을 가진 대한민국이 미래 세대에도 지속 가능한 발전을 이룰 수 있도록 자유민주주의 이념과 시장 경제 원칙을 수호하겠다는 의미를 담고 있다."고 밝혔는데 '미래'라는 이름이 '비례'와 발음이 비슷하다는 점을 노린 당명이기도 하다. 그리고 2020년 2월 5일, 미래한국당은 창당대회를 개최하며 공식 창당하였으며, 당 대표로 한선교 의원을 추대하였다.
2020년 2월 14일, 2020년 1분기 중앙선거관리위원회의 경상보조금 지급을 앞두고 정운천 의원이 미래한국당으로 당적을 옮겼다. 이에 따라 현역의원 5명 기준을 만족하며, 약 5억 7,000만 원의 경상보조금을 배분받았다.
그러나 3월 19일에 비례대표 공천을 놓고 황교안 대표와 잡음이 생긴 한선교가 대표직 사퇴를 밝혔다. 지난 16일 미래한국당 공직자추천위원회는 비례대표 후보 명단을 만들어 100명으로 구성된 선거인단 투표를 거쳤다. 당 최고위원회의 인준은 기다리는 사이, 명단 내용이 언론을 통해 알려졌다. 이 사실을 전달받은 미래통합당 황 대표는 분노를 표출했다. 그 이유는 미래통합당에서 영입한 인재가 당선권인 20번 안에 거의 들어있지 않았기 때문이다. 그래서 미래한국당 공관위는 미래통합당의 의견을 수용해 윤주경 전 독립기념관장을 비롯한 통합당 영입인재 4명의 비례대표 후보 순번을 조정하기로 결정했으나 통합당은 여기에 만족하지 않았다. 이렇게 비례순번 수정안이 부결되자 한선교는 바로 사퇴하게 된다. 그리고 원유철 의원이 미래한국당에 입당원서를 제출하면서 당대표로 입당하게 되었다.
미래한국당은 2020년 4월 15일에 실시된 대한민국 제21대 국회의원 선거에서 비례대표 19석을 차지했으며, 21대 총선에 참석한 38개의 비례대표 정당 중 가장 많은 의석을 차지했다. 미래한국당은 총선이 끝난 이후에 미래통합당과의 합당을 추진했으나, 원유철 대표는 준연동형 비례대표제의 영구적 폐지를 우선 과제로 삼고 있다고 밝혔다.
2020년 5월 28일, 미래통합당과 공식적으로 합당이 결의되었다.

## 역대 지도부

### 당대표
| 대수 | 당대표 | 직함   | 임기                              | 비고   |
| ---- | ------ | ------ | --------------------------------- | ------ |
| 1    | 한선교 | 당대표 | 2020년 2월 5일 ~ 2020년 3월 19일  | [ 13 ] |
| 2    | 원유철 | 당대표 | 2020년 3월 20일 ~ 2020년 5월 29일 |        |

### 사무총장
| 대수 | 사무총장 | 직함     | 임기                              | 비고 |
| ---- | -------- | -------- | --------------------------------- | ---- |
| 1    | 조훈현   | 사무총장 | 2020년 2월 5일 ~ 2020년 3월 19일  |      |
| 2    | 염동열   | 사무총장 | 2020년 3월 20일 ~ 2020년 5월 29일 |      |

### 초대 지도부
2020년 2월 5일 ~ 2020년 3월 19일
- 당대표: 한선교
- 사무총장: 조훈현
- 최고위원: 김성찬, 정운천, 이종명

### 2대 지도부
2020년 3월 20일 ~ 2020년 5월 29일
- 당대표: 원유철
- 사무총장: 염동열
- 정책위의장: 김기선
- 최고위원: 정운천, 장석춘
- 수석대변인: 조수진
- 대변인: 조태용, 이익선, 남영호

## 주요 선거 결과

### 국회의원 선거
|  | 33.84% |

|  | 6.33% |

- 제21대 국회의원 선거에서 지역구는 미래통합당에 후보를 냈다.

## 같이 보기
- 국민의힘
- 더불어시민당 (2020년에 실시된 제21대 국회의원 선거를 앞두고 있던 더불어민주당에서 창당한 비례대표 위성정당)
- 국민의미래 (2024년에 실시된 제22대 국회의원 선거를 앞두고 있던 국민의힘에서 창당한 비례대표 위성정당)
- 위성정당
- 비례대표